# Mario Carlin
Mario Carlin (Báta, 13 giugno 1915 – Lavagna, 30 aprile 1984) è stato un tenore italiano.
Ha cantato nei maggiori teatri dagli anni cinquanta agli anni settanta, caratterizzando vari ruoli di comprimario e di tenore caratterista in grandi opere liriche. Fu tra i primi cantanti ad apparire in televisione nelle opere trasmesse dalla RAI (Radiotelevisione Italiana) nel dopoguerra. Conclusa la sua carriera si è dedicato all'insegnamento del canto.

## Biografia
Nato in internamento a Báta in Ungheria all'inizio della prima guerra mondiale mentre il padre è sotto le armi, ma originario di Fasana d'Istria, condivide la sorte di tanti altri italiani d'Istria, anticipando l'esodo che si sarebbe ripetuto trent'anni dopo.
Rientrato a Fasana alla fine della guerra, vive in una famiglia numerosa e senza grossi mezzi di sostentamento. Inizia in giovane età a lavorare, di giorno come pescatore e di notte come panettiere. Qui, esprimendo il suo buon umore cantando al lavoro, ottiene dai compaesani il soprannome di "el nostro gardelin" (il nostro cardellino).
Saranno proprio alcuni compaesani a suggerirgli di tentare la fortuna cantando. Coglie quindi l'occasione offertagli da una sorella che nel frattempo si era sposata e trasferita a Milano di andare a vivere nella città lombarda. A Milano, lavorando di giorno e frequentando di sera la scuola civica di musica, entra prima nel coro del Duomo di Milano e poi vince il concorso da primo tenore per il coro del Teatro alla Scala di Milano.
Nel frattempo scoppia la seconda guerra mondiale. Il servizio militare lo riporta vicino ai suoi luoghi d'origine, prima a Pola e poi a Trieste, dove continua comunque a studiare e a perfezionarsi insieme ad alcuni colleghi, con i quali condividerà poi gran parte della carriera.

### Il debutto
Nel luglio del 1945, grazie all'aiuto di un maggiore dell'esercito neozelandese appassionato di lirica, debutta da solista con due concerti all'Arena di Pola, poco prima dell'inizio dell'esodo degli istriani. 
Inizia quindi una collaborazione con Radio Trieste, cantando un repertorio di qualsiasi epoca e stile. 
Questa esperienza gli sarà successivamente preziosa per affrontare partiture difficili e per interpretare opere di autori moderni.
Nel 1946 al Palazzo dello Sport di Milano è il Messaggero in Aida diretto da Franco Ghione con Elisabetta Barbato, Fedora Barbieri, Galliano Masini, Ugo Savarese e Cesare Siepi.
Ma è al Teatro alla Scala di Milano che avviene il debutto più importante: partecipa all'audizione e viene scritturato per partecipare allo spettacolo d'inaugurazione della stagione 1947-48: l'Otello di Verdi diretto da Victor De Sabata, dove interpreta Cassio accanto Maria Caniglia, Ramón Vinay, Gino Bechi, Aristide Baracchi e Giuseppe Modesti e nel 1949 con Renata Tebaldi, Vinay e Modesti.

### La carriera
Dopo vari anni passati alla Scala, alcuni noti direttori d'orchestra come Nino Rota, Carlo Maria Giulini, Antonino Votto e Herbert von Karajan lo chiamano in tournée all'estero, portandolo a cantare nei teatri di Parigi, Vienna, Berlino, Amsterdam, Londra, New York, Città del Messico, San Paolo, Tokio, Melbourne e Tel Aviv.
Mario Carlin canta come gregario insieme ai maggiori interpreti della sua epoca quali Mario Del Monaco, Giuseppe Di Stefano, Tito Gobbi, Fernando Corena, Tullio Serafin, Nicolai Gedda, Franco Corelli e Maria Callas, Renata Tebaldi, Anna Moffo, Leontyne Price, Magda Olivero, Beverly Sills ed altri.
Lavorando con registi e scenografi famosi come: Luchino Visconti, Franco Zeffirelli, Nicola Benois raffina anche la sua capacità recitativa.
Insieme a Silvio Maionica, Angelo Mercuriali e Juan Oncina inizia un'amicizia che nasce ai tempi del debutto a Trieste e durerà vent'anni, interpretando ruoli da comprimario, celebrati nel 1980 al Teatro Carani di Sassuolo con l'evento "Grandi Gregari del Melodramma".
Carlin interpreta, come primo tenore, opere di compositori moderni come: "Battono alla Porta" di Dino Buzzati e Riccardo Malipiero, "Il campiello" e "I quattro rusteghi" di Ermanno Wolf-Ferrari, "Ascesa e rovina della città di Mahagonny" di Kurt Weill e Bertolt Brecht, "Le campane" di Renzo Rossellini, "Nozze istriane" di Antonio Smareglia, "Il mulatto" di Langston Hughes e Jan Meyerowitz, "Francesca da Rimini" di Riccardo Zandonai, "Un quarto di vita" di Giorgio Gaslini, "La notte Veneziana" di Giorgio Pacuvio e Luigi Cortese, "Le jeu de Robin et de Marion" di Adam de la Halle e "Renard" di Igor' Fëdorovič Stravinskij. Tutte opere, queste, sconosciute ai più ma che hanno costituito gran parte delle opere trasmesse in televisione dalla RAI.
Da ricordare anche la presenza in varie stagioni liriche nei maggiori teatri italiani quali: il Regio di Torino, il Regio di Parma, il Comunale di Firenze, l'Arena di Verona, il Comunale di Treviso La Fenice di Venezia, Il teatro dell'Opera, l'accademia di S.Cecilia e le Terme di Caracalla a Roma, il S.Carlo di Napoli, I Municipali di Genova e Reggio Emilia oltre alle frequenti partecipazioni ai Festival di Glyndebourne, in Inghilterra, a quello di Bayreuth in Germania e a quello dei Due Mondi di Spoleto.
Si ritira dalle scene dopo trent'anni di carriera e passa gli ultimi anni della sua vita trasferendo la sua esperienza a giovani cantanti e appassionati, nonostante il diabete che ne mina la salute.
Muore a 68 anni a Lavagna, sulla Riviera ligure, a causa di un infarto. Riposa nel Cimitero Maggiore di Milano.

### La critica musicale
I critici musicali hanno definito Mario Carlin «nostalgico Federico» nell'Arlesiana di Cilea, «malizioso Arlecchino» nei Pagliacci di Leoncavallo, «misurato Ping» nella Turandot di Puccini, «giovanile Cassio» nell'Otello verdiano, «banditesco Dancairo» nella Carmen di Bizet e «estatico interprete della Venezianità in musica» nelle Opere di Wolf-Ferrari.

### La famiglia
Nel 1957 sposa Elena Maretto, artista lirica del Coro del Teatro alla Scala, dopo un fidanzamento durato lo spazio di una tournée a Berlino.
Un anno dopo nasce Enrico, il loro unico figlio.

## Discografia
Dalla base dati di Amazon.com
- Puccini: Manon Lescaut - Giacomo Puccini, Jonel Perlea, Rome Opera Orchestra, Enrico Campi, Franco Calabrese (Audio CD - 2005)
- Puccini: Manon Lescaut - Robert Merrill, Enrico Campi, Giacomo Puccini, Jonel Perlea, Anna Maria Rota (Audio CD - 1990)
- Puccini: Turandot - Giacomo Puccini, Alberto Erede, Roma Orchestra dell'Accademia di S. Cecilia, Ezio Giordano, Fernando Corena (Audio CD - 2006)
- Puccini: Tosca - Leonard Warren, Fernando Corena, Leonardo Monreale, Nestore Catalani, Vincenzo Preziosa (Audio CD - 1990)
- Donizetti: Lucia di Lammermoor - Guido Picco, Herbert von Karajan, La Scala Theater Orchestra, and Mexico City Palacio de Bellas Artes Orchestra (Audio CD - 2004)
- Verdi: Stiffelio - Maurizio Rinaldi, Peter Maag, Parma Region Theater Orchestra & Chorus, and RAI Orchestra (Audio CD - 2006)
- Donizetti: Lucia Di Lammermoor - Herbert von Karajan, Norberto Mola, RIAS-Symphonie-Orchester Berlin, and Maria Callas (Audio CD - 1991)
- Verdi: Otello - Tullio Serafin, Onelia Fineschi, Mario del Monaco, and Bruna Ronchini (Audio CD - 2000)
- Puccini: Madama Butterfly (Highlights) by Andrea Mineo, Renato Cesari, Giacomo Puccini, Erich Leinsdorf, and Rosalind Elias (Audio CD - 1989)
- Puccini: Madama Butterfly - Enrico Campi, Plinio Clabassi, Giacomo Puccini, and Herbert von Karajan (Audio CD - 1990)
- Giordano: Andrea Chénier - Antonino Votto, La Scala Theater Orchestra, Aldo Protti, and Carlo Forti (Audio CD - 2001)
- Wolf-Ferrari: I quatro rusteghi - Ermanno Wolf-Ferrari, Ettore Gracis, Orchestra del Teatro Regio di Torino, Agostino Lazzari, and Alessandro Maddalena (Audio CD - 2003)
- Puccini: Turandot - Arturo Basile, Fernando Previtali, and Orchestra Sinfonica di Torino della RAI Radiotelevisione (Audio CD - 2003)
- Mascagni: Iris by Pietro Mascagni, Magda Olivero, Giulio Neri, Angelo Questa, and Salvatore Puma (Audio CD - 1994)
- Capua: La Zingara / Orlandini: Serpilla e Bacocco - Giuseppe Maria Orlandini, Edwin Loehrer, Orchestra E Coro Della RCA Italiana, and Enrico Fissore (Audio CD - 2001)
- Bizet: Carmen - Herbert von Karajan, La Scala Theater Orchestra, Enzo Sordello, and Gino del Signore (Audio CD - 2005)
- Leoncavallo: Pagliacci - Alfredo Simonetto, Milan Radio Symphony Orchestra, Franco Corelli, and Lino Puglisi (Audio CD - 2005)
- Verdi: Falstaff - Mario Rossi, Orchestra di Roma della RAI, Aldo Protti, and Anna Maria Canali (Audio CD - 2005)
- Giacomo Puccini: Tosca - Fernando Corena, Leonardo Monreale, Nestore Catalani, and Vincenzo Preziosa (Audio Cassette - 1995)
- Bizet: Carmen - Herbert von Karajan, Vienna Symphony Orchestra, Frederick Guthrie, and Giulietta Simionato (Audio CD - 2004)
- Zandonai: Francesca Da Rimini by Riccardo Zandonai, Antonio Guarnieri, Rome RAI Orchestra, Aldo Bertocci, and Amalia Oliva (Audio CD - 1996)
- Verdi: Il Finto Stanislao - Alfredo Simonetto, Cristiano Dalamangas, Juan Oncina, and Laura Cozzi (Audio CD - 1997)
- Bizet: Carmen - Herbert von Karajan, Vienna Symphony Orchestra, Enzo Sordello, and Frederick Guthrie (Audio CD - 2004)
- Umberto Giordano: Fedora by Umberto Giordano, Francesco Molinari Pradelli, Francesco Molinari-Pradelli, La Fenice Theater Orchestra, and Aldo Bottion (Audio CD - 2000)
- Donizetti: Lucia di Lammermoor by Gaetano Donizetti, Jules Massenet, Giacomo Meyerbeer, Wolfgang Amadeus Mozart, and Gioachino Rossini (Audio CD - 1994)
- Verdi: Il Trovatore by Giuseppe Verdi, Fernando Previtali, Miriam Pirazzini, Rome RAI Orchestra, and Graziella Sciutti (Audio CD - 1993)
- Lucia di Lammermoor by Gaetano Donizetti, Herbert von Karajan, Giuseppe Modesti, Giuseppe Zampieri, and Giuseppe di Stefano (Audio CD - 1992)
- Cimarosa: Giannina e Bernardone by Domenico Cimarosa, Nino Sanzogno, Milan Radio Symphony Orchestra, Carlo de' Antoni, and Disma de Cecco (Audio CD - 2005)
- Riccardo Zandonai: Francesca da Rimini by Riccardo Zandonai, Antonio Guarnieri, Rome RAI Orchestra, Aldo Bertocci, and Amalia Oliva (Audio CD - 2002)
- Giuseppe Verdi: Otello by Robert Kerns, Tito Gobbi, Ferruccio Mazzoli, Giuseppe Verdi, and Miriam Pirazzini (Audio CD - 1990)
- Mascagni: Iris by Pietro Mascagni, Magda Olivero, Giulio Neri, Angelo Questa, and Salvatore Puma (Audio CD - 1994)
- Verdi: Un Giorno Di Regno by Giuseppe Verdi, Alfredo Simonetto, Orchestra e Coro di Milano della RAI, Milan RAI Orchestra and Chorus, and Cristiano Dalamangas (Audio CD - 1995)
- Donizetti: Lucia di Lammermoor by Anselmo Colzani, Silvio Maionica, Gaetano Donizetti, Franco Capuana, and Ebe Ticozzi (Audio CD - 2004)
- Umberto Giordano: La Cena delle Beffe by Umberto Giordano, Giacomo Puccini, Alfredo Simonetto, Oliviero de Fabritiis, and Milan Radio Symphony Orchestra (Audio CD - 2005)
- Verdi: Falstaff by Giuseppe Verdi, Gianandrea Gavazzeni, Mario Rossi, Milan Symphony Orchestra, and Orchestra Sinfonica di Torino della RAI Radiotelevisione (Audio CD - 2006)
- Rossini: Il Barbiere Di Siviglia/Galliera (Complete Opera) by Tito Gobbi, Nicola Zaccaria [singer], Gioachino Rossini, Alceo
- Leoncavallo: Pagliacci by Lino Puglisi, Tito Gobbi, Ruggero Leoncavallo, Alfredo Simonetto, and Turin RAI Orchestra (Audio CD - 2001)
- Mascagni: Lodoletta by Pietro Mascagni, Alberto Paoletti, Luciano Bettarini, Tullio Serafin, and Umberto Cattini (Audio CD - 2003)
- Verdi: Aida by Zinka Milanov, Jussi Björling, Giuseppe Verdi, Jonel Perlea, and Rome Opera Orchestra (Audio CD - 1990) - Box set
- Bizet: Carmen by Georges Bizet, Herbert von Karajan, La Scala Theater Orchestra, Enzo Sordello, and Gino del Signore (Audio CD - 2005)
- Verdi: La Traviata / Sills, Gedda, Panerai; Ceccato by Giuseppe Verdi, John Alldis Choir & Royal Philharmonic Orchestra, Aldo Ceccato, Beverly Sills, and Nicolai Gedda (Audio CD - 1990)
- Umberto Giordano: Fedora by Umberto Giordano, Francesco Molinari Pradelli, Francesco Molinari-Pradelli, La Fenice Theater Orchestra, and Aldo Bottion (Audio CD - 2000)
- Puccini: Madama Butterfly / Leinsdorf, Moffo, Valletti, Elias by Anna Moffo, Mario Carlin, Nestore Catalani, Renato Cesari, and Maria Grazia Ciferri (Audio CD - 1990)
- Donizetti: Lucia di Lammermoor by Gaetano Donizetti, Herbert von Karajan, RIAS Symphonie-Orchester, Giuseppe Zampieri, and Giuseppe di Stefano (Audio CD - 2006)
- Giuseppe Verdi: Il Trovatore by Leonard Warren, Giorgio Tozzi, Leonardo Monreale, Giuseppe Verdi, and Arturo Basile (Audio CD - 1990)
- The Essential Leontyne Price: Her Greatest Roles by Robert Merrill, Samuel Barber, Wolfgang Amadeus Mozart, Francis Poulenc, and Giacomo Puccini (Audio CD - 1998
- Karajan Conducts Carmen by Georges Bizet, Herbert von Karajan, Vienna Symphony Orchestra, Enzo Sordello, and Frederick Guthrie (Audio CD - 2005)
- Puccini: Gianni Schicchi by Giacomo Puccini, Massimo Pradella, RAI Orchestra, Angelo Nosotti, and Carlo Badioli (Audio CD - 2001)
- Puccini: Madama Butterfly (complete opera) with Maria Callas, Lucia Danieli, Nicolai Gedda, Herbert von Karajan, Chorus & Orchestra of La Scala, Milan by Giacomo Puccini, Herbert von Karajan, La Scala Theater Orchestra, Enrico Campi, and Lucia Danieli (Audio CD - 1997)
- Rossini: The Barber Of Seville with Maria Callas, Tito Gobbi, Alceo Galliera, Philharmonia Orchestra & Chorus by Gioachino Rossini, Alceo Galliera, Maria Callas, Luigi Alva, and Philharmonia Orchestra and Chorus (Audio CD - 1997)
- Verdi: Otello by Robert Kerns, Tito Gobbi, Ferruccio Mazzoli, Franco Calabrese, and Giuseppe Verdi (Audio CD - 2005)
- Gaetano Donizetti: Lucia Di Lammermoor by Philip Maero, Giorgio Tozzi, Gaetano Donizetti, Erich Leinsdorf, and Miti Truccato Pace (Audio CD - 1996)
- Verdi: La Forza del Destino by Gaetano Donizetti, Giuseppe Verdi, Antonino Votto, Gianandrea Gavazzeni, and La Scala Theater Orchestra (Audio CD - 2000)
- Puccini: La fanciulla del West by Giacomo Puccini, Franco Capuana, Accademia di Santa Cecilia Orchestra, Angelo Mercuriali, and Athos Cesarini (Audio CD)
- Puccini: Turandot by Fernando Corena, Nicola Zaccaria [singer], Giacomo Puccini, Alberto Erede, and James Brown (Audio CD - 1993)
- Wolf-Ferrari: I Quatro Rusteghi by Renato Cesari, Nicola Rossi-Lemeni, Ermanno Wolf-Ferrari, Ettore Gracis, and Fedora Barbieri (Audio CD - 2000)
- Zandonai: Giulietta e Romeo by Riccardo Zandonai, Angelo Questa, Milan Symphony Orchestra, Angelo Lo Forese, and Anna Maria Roverre (Audio CD - 2006)
- Verdi: La Traviata by Giuseppe Verdi, Aldo Ceccato, Royal Philharmonic Orchestra, Beverly Sills, and Delia Wallis (Audio CD - 1999)
- Puccini: Manon Lescaut by Jules Massenet, Giacomo Puccini, Fulvio Vernizzi, Pietro Argento, and Groot Omreoporkest (Audio CD - 1996)
- Donizetti: Anna Bolena by Gaetano Donizetti, Gianandrea Gavazzeni, Milan Radio Symphony Orchestra & Chorus, RLB Symphony Orchestra, and Aldo Bertocci (Audio CD - 1998
- Verdi: Un Giorno Di Regno, Ossia Il Finto Stanislao by Giuseppe Verdi, Alfredo Simonetto, Orchestra Lirica di Milano della RAI, Cristiano Dalamangas, and Juan Oncina (Audio CD - 2000)
- Un Ballo in Maschera by Giuseppe Verdi, Giuseppe Patane, Parma Region Theater Orchestra & Chorus, Francesco Signor, and Ghena Dimitrova (Audio CD - 1995)
- Leoncavallo: Pagliacci by Tito Gobbi, Ruggero Leoncavallo, Alfredo Simonetto, Franco Corelli, and Mario Carlin (Audio CD - 1992)
- Rota - Il Cappello di Paglia di Firenze by Nino Rota, Ugo Benelli, Giorgio Zancanaro, Enrico Campi, and Mario Carlin (Audio CD - 1999)
- Giordano: La Cena delle Beffe by Anselmo Colzani, Antonio Sacchetti, Franco Calabrese, Umberto Giordano, and Giacomo Puccini (Audio CD - 2000)
- Il Corsaro - Complete Opera by Giuseppe Verdi, Carlo Franci, La Fenice Theater Orchestra, Angeles Gulin, and Giorgio Lamberti (Audio CD - 1999)
- Giuseppe Verdi: Il Trovatore by Leonard Warren, Giorgio Tozzi, Leonardo Monreale, Giuseppe Verdi, and Arturo Basile (Audio Cassette - 1995)
- Mascagni: Iris by Pietro Mascagni, Amalia Oliva, Giulio Neri, Giulio Nervi, and Magda Olivero (Audio CD - 1996)
- Donizetti: Lucia di Lammermoor by Vox Turnabout (LP Record - 1978) - Live

## Filmografia / Videografia
Dalla base dati di imdb.com

## Televisione
- Il tabarro di Giacomo Puccini (1957), Orchestra e Coro di Milano della Radiotelevisione Italiana, Programma nazionale, 23 gennaio 1957. Direttore: Oliviero De Fabritiis.